# ガーデンセラピー
ガーデンセラピーとは、くらしや住まいに植物を取り入れ、日常的にさまざまなカタチで自然と接することにより、健康な暮らしと健康寿命の増進を実現する治療法。日本ガーデンセラピー協会では「庭の有効性を改めて確認し、さまざまな関わり方で心身を整え、健康な暮らしを実現する5つの療法（芳香療法（アロマセラピー/アロマテラピー）園芸療法、芸術療法（アートセラピー）森林療法（フォレストセラピー/森林浴）食事療法）と住まい方療法の総称」としている。

## セラピーガーデン

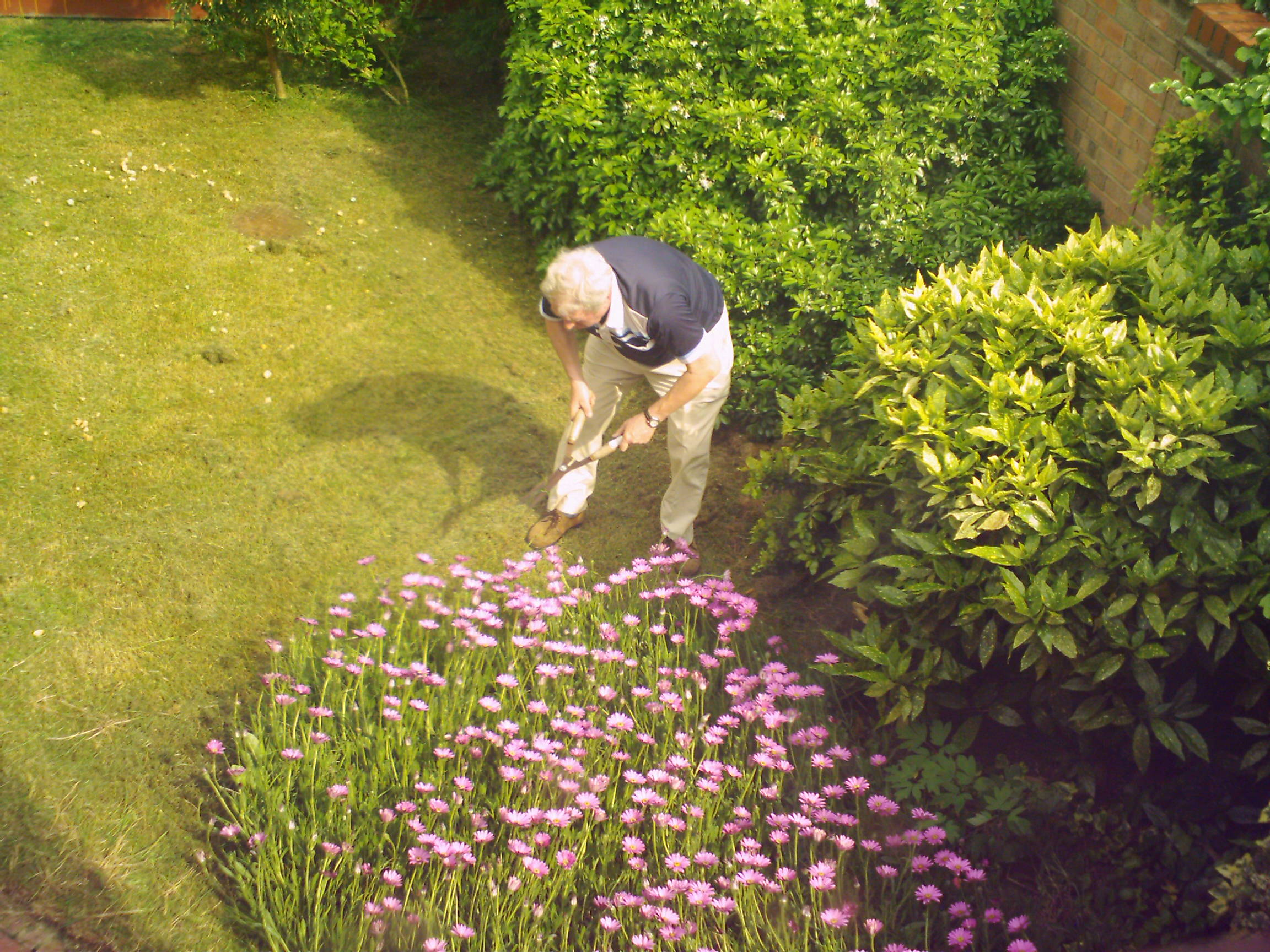
療法としての庭

セラピーガーデン（Therapeutic garden, 癒しの庭）またはウェルネス・ガーデン(wellness garden)とは、庭園を利用する人々やその介護者、家族、友人の身体的、心理的、社会的、精神的ニーズを満たすために特別に設計された屋外庭園空間のことである。治療目的の庭園はこんにち様々な場所でみつけることができる。
病院や老舗のナーシングホーム、介護付き住宅、継続的ケア退職者のコミュニティ、がんセンター、ホスピスその他の関連するヘルスケアや住宅環境など、様々なケア施設や住宅でも見ることができる。庭園の目的は主に植物と親しみやすい野生生物を空間に取り入れることであり、園芸療法を行うためのプランターなど、積極的な利用を想定した設計もあれば、滝の流れる小さな池の横に静かなプライベート空間を設けるなど、受動的な利用を想定した設計の庭もある。
テキサスA&M大学のRoger Ulrich博士は、庭園を含めこうした自然環境を「ポジティブな気晴らし」と呼んでいる。
園芸療法用ガーデンとしてはメディカルガーデンが知られる。また、類似の庭園にヒーリングガーデン(Healing Garden)がある。アメリカ園芸療法協会（AHTA）のDefinitions and Positions Paperでは、セラピーガーデンとヒーリングガーデンを区別しており、AHTAは、こうした庭を「緑の植物、花、水、自然の他の側面を含む植物支配環境」と定義している。そして「一般的に病院などの医療施設に関連し、施設側がヒーリングガーデンとして指定し、誰でも利用でき、ほとんどの利用者に有益な効果をもたらすように設計されている」とある。一方、こうした庭園は「作業療法、理学療法、園芸療法プログラムなどの治療プログラムの構成要素として使用するために設計されており、ヒーリングガーデンの下位分類として考えることができる。」とし、個人またはグループのニーズを満たすように設計されている場合、本質的には治療であると言うことができ、その個人またはグループは、植物を利用し、植物の植え付け、育成、維持管理に至るまで、積極的に関わることで幸福感を向上させようと努めるとしている。
園芸は、紀元前2000年のメソポタミア時代から人間の五感を癒してきたと言われている。チグリス川とユーフラテス川の間の肥沃な河谷に青々とした農地が広がりさまは、典型的な乾燥地帯に初めてデザインされうる庭園のための園芸農業へのインスピレーションをすでに与えていたが、紀元5世紀にはすでに庭園は一般に健康の増進に寄与すると考えられており、旅の休息場所として、病気の回復や療養の場として、あるいは単に健康な個人から病人を隔離するために使用されてきた。中世のキリスト教のホスピスでは、庭園は慈愛ともてなしの心を大切にした。病人や精神異常者に奉仕する修道院には、アーケード付きの中庭があり、ヒューマンスケールで囲まれた環境の中で、日陰やシェルターが設けられていたことが分かっている。

### 事例
イーニッド・A・ハウプト・グラス・ガーデン (Enid Haupt Glass Garden) 。園芸療法と医学療法の融合 - 1959年に建設されたこの庭園は、ニューヨーク大学のラスクリハビリテーション医学研究所の一角を占める。ラスク研究所は、世界有数のリハビリテーション医学の中心地。身体障害者のリハビリテーションのパイオニアであるハワード・ラスク博士が、第二次世界大戦の帰還兵やポリオ患者が増える中、イーニッド・ハウプトを説得して温室を寄贈した。当初は病院での治療やリハビリの合間の静かな隠れ家としてスタートしたこの庭園は、1970年代には園芸療法のプログラムを取り入れるまでに成長。訓練を受けた園芸療法士は、治療用庭園で患者と一緒に植物を見分け育て学ぶ。最終的には、治療が休息のように感じられるようにすることが目的。
ジョエル・シュナパー・メモリアルガーデンGarden of Hope - Therapeutic Garden Design Award by the AHTA このセラピーガーデンはニューヨークのTerence Cardinal Cooke Medical Centerの一部となっている。1989年、このセンターは、HIV/AIDS患者をケアするためのユニットを指定した最初の長期ケア熟練看護施設となった。この庭園は、「すべての人が、能力に関係なく、自分のやり方で、自分のペースで、自然とつながる機会を提供する」。1995年に建てられ、2004年に再建されたシュネーパー・ガーデンは、「適切に計画・運営された庭園は、長期療養患者のストレスを軽減し、幸福感を促す」という概念を提唱する回復のための庭園。医療プロトコルの変化や個人の好みを考慮して設計された一連のガーデンルームはサイズや性格が異なり、計画に基づく活動や気軽な交流の、また瞑想にふける、一人になれる静かな場を提供する。また、日陰から日向まで、個人の快適性を考慮したさまざまな環境設定が可能。また、体力が消耗しないよう起動性を重視し、入居者が介助なしで庭園を体験できるよう配慮。設計は、ダートワークス・ランドスケープ・アーキテクチャー（PC、ニューヨーク州ニューヨーク市）が担当。
日本ではレイクウッズガーデンひめはるの里、熊谷スポーツ文化公園などにあるセラピーガーデンが知られる。